# Johan Neckvall
Johan Neckvall, född 6 juli 1971, är en svensk musiker. Han var Broder Daniels gitarrist från starten till och med 1997. Han var även med i banden Fiesta, The Junior tillsammans med Daniel Gilbert, Oscar Wallblom och Lars-Erik "Labbe" Grimelund och Grimmy. Johan Neckvall har också spelat bas med bandet the Embassy. Han medverkade som trummis på Håkan Hellströms debutalbum Känn ingen sorg för mig Göteborg.
Numera spelar Johan i banden Antenna tillsammans med Krånne, Stefan Nilsson, Eric Ringström och Lars Wignell och Lo-Fi Deluxe.